# Combcsont

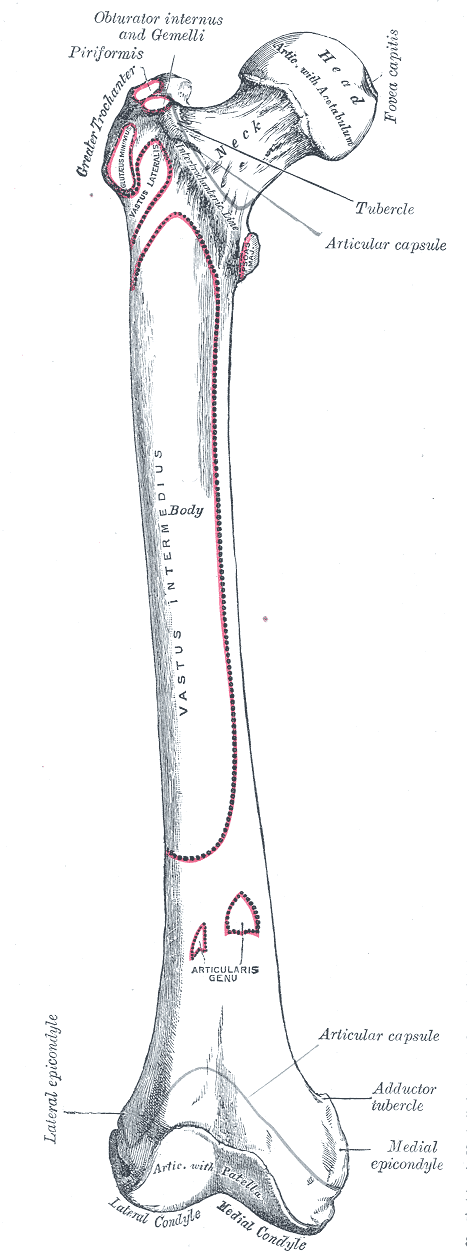
A combcsont elölről

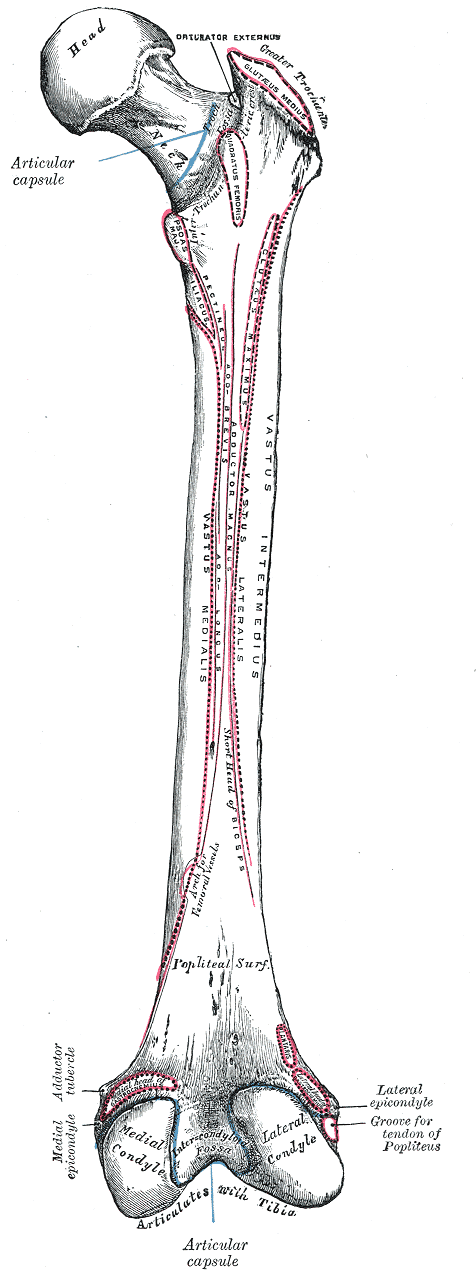
A combcsont hátulról

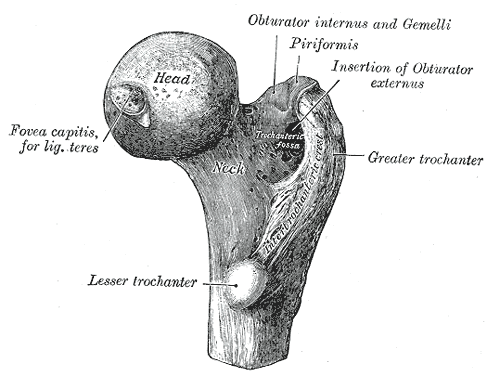
A combcsont proximális vége (hátsó nézet)

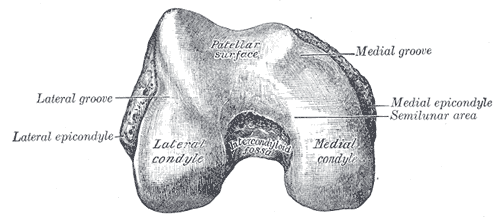
A combcsont disztális vége (alsó nézet)

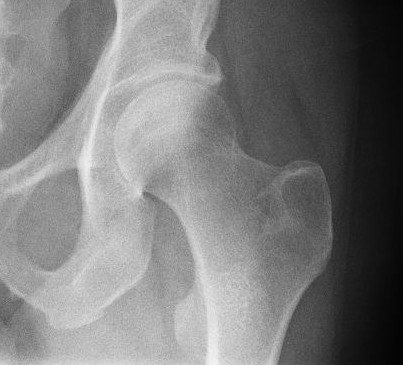
Csípőízület röntgen képe

A combcsont (femur) az alsó végtag hosszú csöves csontja, amely a comb vázát alkotja. Embernél a leghosszabb csont.

## Méretek (embernél)
Hossza általában 48 cm.
Szögek:
- Combnyakszög (nyakszög, collodiaphysealis szög): a combcsont teste és a combnyak által bezárt szög. Felnőtteknél 125-130° között változik, általában 126°.
- Antetorsio szög: a combcsont proximalis és distalis végének egymásra vetülése által alkotott szög, amely felnőttekben átlagban 12-14°.[1][2]

## Részei
Proximalis vég
- combcsontfej (caput femoris)
  - fovea capitis femoris
- combcsontnyak (collum femoris)
- nagytompor (trochanter major)
  - fossa trochanterica
- kistompor (trochanter minor)
  - linea intertrochanterica
  - crista intertrochanterica
  - tuberculum quadratum

Combcsont test (corpus femoris)
- tuberositas glutealis
- trochanter tertius
- linea pectinea
- linea aspera
  - labia mediale
  - labia laterale
- linea supracondylaris

Distalis vég
- tuberculum adductorium
- condylus medialis
- condylus lateralis
- epicondylus medialis
- epicondylus lateralis
- fossa intercondylaris
- linea intercondylaris
- facies patellaris

## Ízesülés
- csípőízület (articulatio coxae)
- térdízület (articulatio genus)

## Vizsgálata
- Fizikálisan kitapintható a nagytompor és a két epicondylus.
- Röntgen vizsgálat.
- CT, MR